# Andira carvalhoi
Andira carvalhoi är en ärtväxtart som beskrevs av R.T.Penn. och Haroldo Cavalcante de Lima. Andira carvalhoi ingår i släktet Andira och familjen ärtväxter. Inga underarter finns listade i Catalogue of Life.